# Musca castanea
Musca castanea är en tvåvingeart som först beskrevs av Friedrich Christian Meuschen 1787.  Musca castanea ingår i släktet Musca, ordningen tvåvingar, klassen egentliga insekter, fylumet leddjur och riket djur. Inga underarter finns listade i Catalogue of Life.